# Mladen II. Šubić Bribirski
Mladen/Mladin II. Šubić Bribirski (?, oko 1275. – Ugarska, oko 1341.) bio je  ban Dalmacije i Hrvatske (1312. – 1322.) te gospodar i ban Bosne (1304. – 1322.). Potječe iz plemićke obitelji Šubića. Njegov poraz od strane hrvatsko-ugarskog kralja označio je pad dinastičke moći knezova Bribirskih nad Hrvatskom.

## Životopis
Mladen II. bio je najstariji sin hrvatskog bana Pavla I. Šubića Bribirskog i njegove supruge Urše. O vremenu njegova rođenja nema jednoznačnih podataka, ali se općenito smatra da je rođen oko godine 1270. Imao je četvoro braće od kojih su najpoznatiji i najznačajniji Juraj II. i Pavao II. Spominje se prvi put u izvorima 1290. godine kao načelnik grada Nina. Početkom 14. stoljeća dobio je naslov kneza Tropolja, a 1303. godine postao je skradinski knez.
Rodivši se u obitelji koja je već više od dvjesto godina upravljala Bribirskom županijom, s vremenom ojačavši i znatno proširivši svoj utjecaj i svoje posjede izvan matične županije, Mladen je 1304. godine odlukom svog oca postao "gospodarem Humske zemlje", a 1305. godine bosanski ban, naslijedivši na tom položaju svog strica Mladena I., koji je bio ubijen u Bosni u nerazjašnjenim okolnostima, najvjerojatnije od tamošnjih nezadovoljnika koji su se protivili vlasti Bribiraca nad Bosnom. Nekoliko godina kasnije naslijedio je oca, koji je početkom 14. stoljeća bio na vrhuncu moći, stekavši laskavu titulu "neokrunjenog hrvatskog kralja".

### Prve godine banovanja
Kada je nakon smrti Pavla I. dana 1. svibnja 1312. godine njegov sin Mladen II. postao hrvatsko-dalmatinskim banom, prilike u Hrvatskoj bile su razmjerno mirne. Mladi hrvatsko-ugarski kralj Karlo Robert Anžuvinski nije imao čvrstu vlast u južnoj Hrvatskoj, ali u to vrijeme nije ju ni pokušavao uspostaviti silom. Tako je Mladen II. na svojem prostranom području, sa sjedištem u Bribiru, odnosno Skradinu, imao praktički skoro neprikosnovenu i neograničenu vlast. Kralj je to tolerirao između ostalog i zato što mu je Mladenov otac Pavao I. pomogao da se domogne kraljevskog trona. Kako je Pavao I. bio moćan i utjecajan, priskrbio si je i da je njegova banska čast bila od kralja potvrđena kao nasljedna, pa je Mladen II. automatizmom stupio na banski položaj. 
Situacija sa suparničkom Mletačkom Republikom, koja je imala stalne aspiracije prema istočnoj jadranskoj obali, a eskalirala neprijateljstvima oko grada Zadra, postupno se do 1314. godine smirila, dok je u Bosni Mladen II. uspio nekako naći zajednički jezik s mladim Stjepanom II. Kotromanićem, tada najznačajnijim tamošnjim feudalcem i budućim bosanskim banom.
Ipak, s vremenom je Mladen II. došao u sukobe, najčešće zbog vlasništva, s hrvatskim velikašima u svom širem susjedstvu, među ostalima s knezovima Krčkim - budućim Frankopanima, zatim Kurjakovićima - knezovima Krbavskim, potomcima starohrvatskog plemena Gusića, pa Nelipićima iz plemena Svačića, Mihovilovićima, gospodarima župe Hlijevno (današnje Livno itd., te s nekim gradovima na jadranskoj obali, poglavito Šibenikom i Trogirom.

### Zaoštravanje situacije i sukobi s protivnicima
Prilike u Hrvatskoj krajem drugog desetljeća 14. stoljeća su se za Mladena II. bitno zaoštrile. Uslijedili su burni događaji, s nizom pobuna, opsada, oružanih sukoba, prelazaka iz jednog tabora u drugi i taktičkih nadmudrivanja obiju strana. Tako je godine 1319. došlo do pobune grada Šibenika protiv vlasti Bribiraca, što je ban pokušao spriječiti vojnom intervencijom, ali nije uspio. U sukob su se intenzivnije uključili i Mlečani, a zatim i grad Trogir, odmetnuvši se od banske vlasti.
Na proljeće 1322. godine sazvao je Mladen II. sabor hrvatskih knezova, na kojem je pokušao dobiti podršku i smiriti napeto stanje vezano uz Šibenik i Trogir. Na sabor su došli, između ostalih, knezovi Kurjakovići, Nelipići, Mihovilovići i Stjepanići - budući Hrvatinići (koji su imali posjede na području rijeke Vrbasa). Detalji o tijeku događaja na saboru nisu poznati, ali se zna da Mladen II. nije dobio podršku, nego je dapače, nastalo još veće protivljenje rodonačelnika hrvatskih kneževskih obitelji, pa je skup završio neprijateljskim razlazom. 
Da stvar bude gora, mlađi brat Pavao II. napustio je Mladena II. i prešao u protivnički tabor, jer mu je za to, prema nekim izvorima, ponuđena čak i banska stolica, nakon što Mladen II. bude maknut s nje. Tako je banu preostala samo podrška ostale njegove braće i gradova koji su bili u njihovoj vlasti: Klisa, Splita, Omiša, Nina, Ostrovice, Bribira i Skradina.
U širokoj protubanskoj koaliciji, koja je tada stvorena, nalazili su se i Kotromanići, predvođeni Stjepanom II., te Babonići, na čelu s Ivanom, slavonskim banom, koji je imao potporu kralja uvjerenog da je došao pravi trenutak da se skrši moć Mladena II.  
Zašto je i kako došlo do tako velikog i složnog otpora hrvatskom banu, teško je sa sigurnošću utvrditi. Neki izvori govore da je to bilo iz čiste zavisti, zbog toga što je Mladen II. imao u svojim rukama veliku moć u odnosu na ostale hrvatske knezove, dok drugi spominju da je on postupao (pre)nasilno prema svojim potčinjenima, pa je to izazvalo odbojnost. Kako god bilo, stanje je postalo takvo da je oružani sukob neslućenih razmjera bio neizbježan.

### Bitka kod Bliskei gubitak vlasti
U kasno ljeto 1322. godine velika se koalicijska vojska, kojoj je na čelu bio slavonski ban Ivan Babonić, pojavila u blizini Skradina, gdje je u to vrijeme Mladen boravio. S mora je ona dobila potporu šibenskih, trogirskih i mletačkih galija. Cijelo područje Skradina i okolice postalo je poprište oružanog sukoba. Shvativši da se neće moći uspješno suprotstaviti, Mladen II. je sa svojim četama počeo uzmicati prema jugu, nastojeći se približiti području koje je bilo pod kontrolom njegova brata Jurja II.
Odlučujuća bitka odigrala se kod Bliske, današnje Blizne u zaleđu Trogira, u kojoj su na jednoj strani bili braća Mladen i Juraj sa svojim saveznicima, a na drugoj vojska koalicije pod zapovjedništvom Ivana Babonića. O detaljima samog tijeka bitke nema dostupnih podataka, ali se zna da su snage Mladena II. bitku izgubile. On i njegov brat Juraj uspjeli su se spasiti i privremeno skloniti u Jurjevu tvrđavu u Klisu. 
Nedugo potom u južnu je Hrvatsku sa svojom vojskom od oko 20.000 ljudi stigao i hrvatsko-ugarski kralj Karlo Robert, kako bi pokušao smiriti prilike. Mladen se nadao da će mu kralj pomoći, ali uzalud. Pobjednicima u netom vođenom ratu kralj je na saboru u Kninskoj tvrđavi dana 8. listopada 1322. podijelio, odnosno potvrdio, posjede i povlastice, a poraženog bana, koji je nešto kasnije također došao u Knin, zarobio je i odveo sa sobom u Ugarsku. Tamo je Mladen II. proveo u zatočeništvu na kraljevom dvoru dvadesetak godina, sve do svoje smrti između 1341. i 1343. godine.

## Naslijeđe
Mladen II. Šubić Bribirski je nakon bitke kod Bliske izgubio veliku moć, posjede i utjecaj koje je do tada imao. Osim njega, i njegova su braća bila na gubitku, pa čak i Pavao II., koji je bio na pobjedničkoj strani, jer nije postao hrvatsko-dalmatinski ban, što mu je prema nekim izvorima obećano. Za novog bana čak nije postavljen netko s hrvatskog juga, nego sjevernjak, "Slavonac" Ivan Babonić.
Obitelj Šubića je izgubila dio svojih posjeda koje je do tada imala, ali i nasljednost banske časti. U Bosni je postupno svoju vlast ojačao Stjepan II. Kotromanić. Svoj su uspon doživjeli i Babonići), Nelipići te knezovi Krčki. Mladenova braća (Juraj II., Pavao II., Grgur i Marko) te njihov sljedeći naraštaj (Mladen III., Pavao III., Božidar, Juraj III. - budući Juraj I. Zrinski, te Pribko) opstali su još tridesetak godina, da bi tek novi kralj Ljudevit I. Veliki, sin Karla Roberta, uspio zamjenom posjeda ili na drugi način djelomično ih raseliti u druge dijelove Hrvatske.

### Potomstvo
Ravnajući se dostupnim genealoškim podacima, ban Mladen II. imao je dvije kćeri: Elizabetu (spomen 1350. – 1356.), koja je bila supruga kneza Dujma III. Krčkog i Katarinu (spomen 1326.), koja je bila supruga vojvode Boleslava III. Vratislavskog.

## Vanjske poveznice
- Mladen Šubić u „Povijesti Hrvatske“ Rudolfa Horvata
- Ban Mladen II. u knjizi Vjekoslava Klaića Bribirski knezovi od plemena Šubić do god. 1347., naklada Matice hrvatske, Zagreb 1897.
- Mladen - član obitelji Šubić  Arhivirana inačica izvorne stranice od 5. travnja 2012. (Wayback Machine)
- Suvremenik Miha Madijev o banu Mladenu
- Bosna pod vlašću Mladena II. Šubića  Arhivirana inačica izvorne stranice od 4. ožujka 2016. (Wayback Machine)

| Prethodnik: | Bosanski ban 1304. – 1322. | Nasljednik: |
| Mladen I.   | Bosanski ban 1304. – 1322. | Stjepan II. |

| Prethodnik:              | Hrvatski-dalmatinski ban 1304. – 1322. | Nasljednik:  |
| Pavao I. Šubić Bribirski | Hrvatski-dalmatinski ban 1304. – 1322. | Ivan Babonić |